# Кулаковка (Астраханська область)
Кулаковка (рос. Кулаковка) — село у Приволзькому районі Астраханської області Російської Федерації.
Населення становить 1365  (2010). Входить до складу муніципального утворення Трьохпротокська сільрада.

## Історія
Населений пункт розташований на території українського етнічного та культурного краю Жовтий Клин. Від 1980 року належить до Приволзького району.
Згідно із законом від 6 серпня 2004 року органом місцевого самоврядування є Трьохпротокська сільрада.

## Населення
| 2002 | 2010  |
| ---- | ----- |
| 1029 | ↗1365 |